# Rhaphiptera tavakiliani
Rhaphiptera tavakiliani es una especie de escarabajo longicornio del género Rhaphiptera, tribu Pteropliini, subfamilia Lamiinae. Fue descrita científicamente por Fragoso & Monné en 1984.
La especie se mantiene activa durante los meses de julio, agosto, septiembre, octubre y noviembre.

## Descripción
Mide 11 milímetros de longitud.

## Distribución
Se distribuye por Guayana Francesa.